# Phagosom
Phagosomen (Fresskörperchen von griechisch „phagein“ = fressen) sind große Organellen im Inneren von Fresszellen (Makrophagen, neutrophile Granulozyten und Dendritische Zellen), welche zur Gruppe der Phagozyten gehören. Phagosomen sind der Ort, an dem einige Partikel (z. B. Bakterien oder kleine eukaryontische Parasiten) nach Phagozytose getötet und enzymatisch abgebaut werden und sie spielen darum eine entscheidende Rolle in der Immunabwehr bei Eukaryoten.

## Bau
Phagosomen sind intrazelluläre Kompartimente mit einem Durchmesser von über 500 nm, umgeben von einer Lipiddoppelschicht (Doppellipid-Membran).

## Bildung von Phagosomen
Sobald die Immunabwehr einen Eindringling innerhalb des Systems feststellt, wird der Prozess der Phagozytose eingeleitet, indem die Makrophagen das körperfremde Partikel an sich binden. Dies geschieht entweder direkt über mikrobielle Liganden, die an Säugerzellrezeptoren binden oder darüber, dass die Mikroben "opsonisiert" werden. Bei der Opsonisierung binden Säugerproteine (z. B. Immunglobuline, Komplementfaktoren) an die Mikroben, um sie als fremd kenntlich zu machen und so ihre anschließende Aufnahme zu fördern.
Zur Phagozytose umschließen Fresszellen den Fremdkörper mit einem Teil ihrer Zellmembran und schnüren ein Phagosom genanntes Vesikel ins Innere des Makrophagen ab. Der Prozess der Abschnürung und Bildung des Vesikels heißt Phagozytose, ein Spezialfall der Endozytose (in die Zelle hinein / Gegenteil von Exozytose).

## Wirkung
Das Phagosom kann nach der Bildung mit Säure und reaktiven Sauerstoff- und Stickstoffspezies (ROS, RNS) geflutet werden, wenn die aufnehmende  Zelle ein polymorphonukleärer Granulozyt ist oder ein aktiviertes Makrophage. In den meisten Fällen wird der Tod der Mikrobe nach Verschmelzung des Phagosomes mit Lysosomen der Zelle eingeleitet. Dieses Verschmelzungsprodukt wird dann Phagolysosom genannt. Das Phagolysosom stellt die nötigen Enzyme bereit, um die aufgenommenen Partikel abzubauen.

## Pathogen-enthaltende Phagosomen

### Mycobakterien
Nicht nach Plan verläuft die Infektion mit dem Tuberkuloseerreger Mycobacterium tuberculosis und vielen anderen, "intrazellulären" Pathogenen im Zusammenhang mit der Phagozytose.
Mycobacterium tuberculosis hat mehrere Mechanismen evolviert, die es ihm erlauben, im Phagosom überleben zu können: er besitzt zunächst eine wachsartige, fettreiche Zellwand, die es ihm ermöglicht, sich gegen seine Zerstörung innerhalb der Immunabwehr zu schützen. Die im Phagosom enthaltenen Enzyme sind nicht in der Lage, die äußere Schicht der Zellwand des Erregers aufzuspalten. Außerdem enthält die äußere Wachsschicht Lipoarabinomannan (LAM), ein Glycolipid, das, zusammen mit einer Protein-Phosphatase die Signaltransduktion des Phagosoms stört, so dass diese nicht das volle Zerstörungsprogramm fährt.
Des Weiteren werden vom Bakterium mehrere Enzyme (Katalase, Superoxid-Dismutase und andere) ausgeschieden, die jede Gefahr durch reaktive Sauerstoff- und Stickstoffspezies ausschalten. Zuletzt bringt sich das Bakterium in einen winterschlafähnlichen Zustand, in dem keine Transkription oder Translation stattfindet, und der Organismus auf Sparflamme von der eigenen Fettschicht lebt. Dadurch werden viele Antibiotika unwirksam, die sonst in die normalen Zellprozesse eingreifen.
Das Immunsystem bindet das Mycobacterium tuberculosis in sogenannten Granulomen, wodurch der Erreger jedoch nicht eliminiert, sondern nur eingekapselt wird. Die Infektion bleibt dadurch lebenslang bestehen und kann jederzeit, auch nach mehreren Jahren, einen Ausbruch der Erkrankung auslösen.
Etwa ein Drittel der Weltbevölkerung ist mit dem bakteriellen Erreger Mycobacterium tuberculosis infiziert.